# Edward Everett Horton
Edward Everett Horton, född 18 mars 1886 i Brooklyn, New York, död 29 september 1970 i Encino, Kalifornien, var en amerikansk skådespelare. Horton medverkade i många Hollywoodfilmer under 1930-talet, för att på 1950-talet främst göra TV-roller. Han medverkade totalt i runt 180 filmer och TV-serier. Han har en stjärna på Hollywood Walk of Fame vid adressen 6427 Hollywood Blvd.

## Filmografi i urval
- 1931 – Det stora reportaget
- 1932 – Tjuvar i paradiset
- 1933 – Alice i Underlandet
- 1933 – Oss gentlemän emellan
- 1934 – Glada änkan
- 1934 – Continental
- 1935 – Top Hat
- 1935 – Spansk karneval
- 1937 – Bortom horisonten
- 1937 – Den fulländade mannen
- 1937 – En natt på värdshuset
- 1937 – Får jag lov?
- 1938 – Blåskäggs åttonde hustru
- 1938 – En friare i societén
- 1941 – Min ande på villovägar
- 1941 – Ziegfeldflickan
- 1942 – Snabb karriär garanteras
- 1942 – Rosita dansar och ler
- 1943 – Till nu och för evigt
- 1944 – Livet ha vi allihop
- 1944 – En sällsam bekännelse
- 1944 – Arsenik och gamla spetsar
- 1945 – Jag ger mig aldrig!
- 1947 – Dansens gudinna
- 1961 – Fickan full av flax
- 1963 – En ding, ding, ding, ding värld
- 1964 – Sexig som synden
- 1971 – Operation fimpa